# Jeleń (herb szlachecki)
Jeleń (Szczucki) – polski herb szlachecki, z nobilitacji.

## Opis herbu
W polu czerwnym jeleń czarny, biegnący, z rogami srebrnymi i takąż przepaską. Klejnot: rogi jelenie złote.

## Najwcześniejsze wzmianki
Nadany rodzinie halickiej Szczuckich-Szczyglewiczów w roku 1782.

## Herbowni
Szczucki.